# Langton by Wragby
Langton by Wragby è un villaggio e parrocchia civile dell'Inghilterra, appartenente alla contea del Lincolnshire.